# 三冠 (野球)
野球における三冠（さんかん、英語:Triple Crown）とは、打者の場合、日本プロ野球（NPB）およびメジャーリーグベースボール（MLB）において1シーズンに1人の打者が首位打者(打率トップ)・本塁打王・打点王の3つのタイトルを獲得することである。打者の選手が三冠を達成した場合は「三冠王」と呼びNPB、MLBともに表彰される。
投手の場合、MLBでは1シーズンに1人の投手が最多勝利・最優秀防御率・最多奪三振の3つのタイトルを獲得することと定義されているが、日本プロ野球では定義されていない。日本では、1リーグ時代から最高勝率が連盟表彰とされてきた（他方で最多奪三振が表彰の対象となったのは平成以降）ことから、2000年代前半までは投手三冠といえば最多勝利・最優秀防御率・最高勝率を指すことが一般的であった。打者の三冠とは違い投手の三冠はNPBでは表彰の対象ではない。
一般的に「三冠王」とのみ表記される場合は打者の三冠王のことを指し、投手が三冠を達成した場合は「投手三冠王」と区別して呼んでいる。

## 概要
日本プロ野球においては、中島治康が1938年秋のシーズンで打撃3タイトルを独占した当時は、「打撃3部門の全てで1位となった」ことへの認識が薄く、話題にはならなかった。後に1953年から1958年にかけて、西鉄ライオンズの中西太が、4度にわたって打撃3タイトルの独占を僅差（1打点差や打率数厘差）で逃すという出来事があった。この時期の中西を巡る報道の中で、打撃3タイトルの独占が「トリプルクラウン」として取り上げられるようになり、「トリプル冠」「三重勝」といった表現の試行を経て、1958年頃から「三冠王」という訳語がマスコミで定着した。1965年に野村克也が打撃3タイトルを独占した際には、「三冠王」として大きく報道されている。
この事実を紹介した日本経済新聞の記事では、先に存在していた競馬の「三冠馬」という言葉の影響を受けた可能性が強いとも指摘している。
NPBおよびMLBにおける公式の定義以外でも、メディアなどでは野球におけるその他のタイトルやリーグトップの複数の記録の獲得、あるいは野球以外の競技における複数の最高記録の獲得を「○冠」と呼ぶ場合がある。

## NPB

### 打者部門
| 年度     | リーグ       | 選手名              | 所属球団               | 打率 | 本塁打 | 打点 | その他リーグ1位の項目                        | 備考                                                       |
| -------- | ------------ | ------------------- | ---------------------- | ---- | ------ | ---- | -------------------------------------------- | ---------------------------------------------------------- |
| 1938年秋 | 日本野球連盟 | 中島治康            | 東京巨人軍             | .361 | 10     | 38   | 安打・塁打・出塁率・長打率                   | MVP プロ野球史上初                                         |
| 1965年   | パ・リーグ   | 野村克也            | 南海ホークス           | .320 | 42     | 110  | 得点・安打・塁打・敬遠                       | MVP（満票） 戦後および2リーグ制以降初 捕手による達成は唯一 |
| 1973年   | セ・リーグ   | 王貞治(1)           | 読売ジャイアンツ       | .355 | 51     | 114  | 得点・安打・塁打・四球・敬遠・出塁率・長打率 | MVP（満票） セ・リーグ初                                   |
| 1974年   | セ・リーグ   | 王貞治(2)           | 読売ジャイアンツ       | .332 | 49     | 107  | 得点・塁打・四球・敬遠・出塁率・長打率・OPS  | MVP、史上最年長（34歳）での達成                            |
| 1982年   | パ・リーグ   | 落合博満(1)         | ロッテオリオンズ       | .325 | 32     | 99   | 安打・二塁打・塁打・出塁率・長打率           | MVP プロ入り最速（4年目）での達成                          |
| 1984年   | パ・リーグ   | ブーマー・ウェルズ  | 阪急ブレーブス         | .355 | 37     | 130  | 安打・塁打・OPS                              | MVP 外国人選手初 入団から最速（2年目）での達成             |
| 1985年   | セ・リーグ   | ランディ・バース(1) | 阪神タイガース         | .350 | 54     | 134  | 安打・塁打・出塁率・長打率                   | MVP                                                        |
| 1985年   | パ・リーグ   | 落合博満(2)         | ロッテオリオンズ       | .367 | 52     | 146  | 得点・塁打・四球・敬遠・出塁率・長打率       | MVP 隔年での達成は2023年現在唯一                           |
| 1986年   | セ・リーグ   | ランディ・バース(2) | 阪神タイガース         | .389 | 47     | 109  | 安打・塁打・四球・敬遠・出塁率・長打率       | 打率はNPB記録                                              |
| 1986年   | パ・リーグ   | 落合博満(3)         | ロッテオリオンズ       | .360 | 50     | 116  | 得点・四球・敬遠・出塁率・長打率             | 最多となる3回目の達成                                      |
| 2004年   | パ・リーグ   | 松中信彦            | 福岡ダイエーホークス   | .358 | 44     | 120  | 得点・安打・塁打・出塁率・長打率             | MVP 平成唯一の達成                                         |
| 2022年   | セ・リーグ   | 村上宗隆            | 東京ヤクルトスワローズ | .318 | 56     | 134  | 得点・塁打・四球・敬遠・出塁率・長打率       | MVP（満票） 令和初、史上最年少（22歳）での達成             |

2024年シーズン終了時点で12例（8人）の三冠王が誕生している。史上初の三冠王は1938年秋の中島治康である。複数回達成しているのは王貞治（2度）、ランディ・バース（2度）、落合博満（3度）。
1938年秋に中島治康、1973年に王貞治、1982年に落合博満、1985年にランディ・バース、2004年に松中信彦が、首位打者・本塁打王・打点王・最多安打・最高出塁率の打者五冠王になっている。また1995年にイチローが首位打者・打点王・盗塁王・最多安打・最高出塁率の打者五冠王になっている。

### 投手部門
「*」は当時連盟表彰対象外の項目
| 年度     | リーグ       | 選手名                 | 所属球団                 | 勝利 | 防御率 | 奪三振 | その他のリーグ1位                              | 備考                                                                   |
| -------- | ------------ | ---------------------- | ------------------------ | ---- | ------ | ------ | ---------------------------------------------- | ---------------------------------------------------------------------- |
| 1937年春 | 日本野球連盟 | 沢村栄治               | 東京巨人軍               | 24   | 0.81   | 196*   | 勝率・完投・完封・無四球                       | MVP 日本プロ野球史上初                                                 |
| 1938年秋 | 日本野球連盟 | ヴィクトル・スタルヒン | 東京巨人軍               | 19   | 1.05   | 146*   | 勝率・完投・完封・無四球・投球回数             |                                                                        |
| 1943年   | 日本野球連盟 | 藤本英雄               | 東京巨人軍               | 34   | 0.73   | 253*   | 登板・先発・勝率・完投・完封・投球回数         | 防御率はNPB記録                                                        |
| 1948年   | 日本野球連盟 | 中尾碩志               | 読売ジャイアンツ         | 27   | 1.84   | 187*   |                                                | 沢村賞 戦後初・左投手初                                                |
| 1954年   | セ・リーグ   | 杉下茂                 | 中日ドラゴンズ           | 32   | 1.39   | 273*   | 登板・勝率・完封・投球回数                     | MVP（満票）・沢村賞 セ・リーグ初                                       |
| 1954年   | パ・リーグ   | 宅和本司               | 南海ホークス             | 26   | 1.58   | 275*   | 投球回数                                       | 新人での達成、19歳での達成は史上最年少 パ・リーグ初                    |
| 1958年   | セ・リーグ   | 金田正一               | 国鉄スワローズ           | 31   | 1.30   | 311*   | 完封・WHIP                                     | 沢村賞                                                                 |
| 1958年   | パ・リーグ   | 稲尾和久(1)            | 西鉄ライオンズ           | 33   | 1.42   | 334*   | 登板・投球回数・WHIP                           | MVP                                                                    |
| 1959年   | パ・リーグ   | 杉浦忠                 | 南海ホークス             | 38   | 1.40   | 336*   | 先発・勝率・完封・WHIP                         | MVP（満票）                                                            |
| 1961年   | パ・リーグ   | 稲尾和久(2)            | 西鉄ライオンズ           | 42   | 1.69   | 353*   | 登板・勝率・完投・投球回数                     | 勝利数はNPBタイ記録 奪三振は歴代2位、パ・リーグ記録 2度の達成は歴代2位 |
| 1961年   | セ・リーグ   | 権藤博                 | 中日ドラゴンズ           | 35   | 1.70   | 310*   | 登板・先発・完投・完封・無四球・投球回数・WHIP | 沢村賞 新人での達成                                                    |
| 1978年   | パ・リーグ   | 鈴木啓示               | 近鉄バファローズ         | 25   | 2.02   | 178*   | 先発・完投・完封・無四球・WHIP                 | 31歳での達成は史上最年長                                               |
| 1980年   | パ・リーグ   | 木田勇                 | 日本ハムファイターズ     | 22   | 2.28   | 225*   | 勝率・完投・投球回数                           | MVP 新人での達成                                                       |
| 1981年   | セ・リーグ   | 江川卓                 | 読売ジャイアンツ         | 20   | 2.29   | 221*   | 勝率・完投・完封・WHIP                         | MVP                                                                    |
| 1985年   | セ・リーグ   | 小松辰雄               | 中日ドラゴンズ           | 17   | 2.65   | 172*   |                                                | 沢村賞                                                                 |
| 1990年   | パ・リーグ   | 野茂英雄               | 近鉄バファローズ         | 18   | 2.91   | 287    | 勝率・完投・投球回数                           | MVP・沢村賞 新人での達成                                               |
| 1999年   | セ・リーグ   | 上原浩治               | 読売ジャイアンツ         | 20   | 2.09   | 179    | 勝率・無四球・WHIP                             | 沢村賞 新人での達成                                                    |
| 2006年   | パ・リーグ   | 斉藤和巳               | 福岡ソフトバンクホークス | 18   | 1.75   | 205    | 勝率・完封・無四球・投球回数                   | 沢村賞                                                                 |
| 2010年   | セ・リーグ   | 前田健太               | 広島東洋カープ           | 15   | 2.21   | 174    | 完投・投球回数・WHIP                           | 沢村賞                                                                 |
| 2018年   | セ・リーグ   | 菅野智之               | 読売ジャイアンツ         | 15   | 2.14   | 200    | 完投・完封・投球回数・WHIP                     | 沢村賞                                                                 |
| 2020年   | パ・リーグ   | 千賀滉大               | 福岡ソフトバンクホークス | 11   | 2.16   | 149    |                                                |                                                                        |
| 2021年   | パ・リーグ   | 山本由伸(1)            | オリックス・バファローズ | 18   | 1.39   | 206    | 先発・勝率・完投・完封・投球回数・WHIP         | MVP・沢村賞                                                            |
| 2022年   | パ・リーグ   | 山本由伸(2)            | オリックス・バファローズ | 15   | 1.68   | 205    | 先発・勝率・完投・完封・投球回数               | MVP・沢村賞 2年連続は史上初                                            |
| 2023年   | パ・リーグ   | 山本由伸(3)            | オリックス・バファローズ | 16   | 1.21   | 169    | 勝率・WHIP                                     | MVP・沢村賞 3度達成は歴代最多                                          |

2024年シーズン終了時点で投手三冠王は24例（21人）。史上初の投手三冠王は沢村栄治である。外国人史上初はヴィクトル・スタルヒン。複数回達成しているのは稲尾和久（2度）と山本由伸（3度、連年達成）。
沢村賞とのWタイトルになることが多く、沢村賞制定（1947年）以降に対象リーグ（1950 - 1988年はセ・リーグのみ、1989年以降は両リーグ対象）の投手三冠は15例あるが、うち13例で沢村賞を獲得している（1981年江川卓・2020年千賀滉大のみ不選出）。
他方、MVPとの親和性は打者三冠王よりも低く、投手三冠を達成したケースでMVPに選出された事例は、全体の半分に満たない（全体で24例中、MVP10例）。
球団別では、巨人7回、南海（現在のソフトバンク）4回、中日3回、西鉄（現在の西武）2回、近鉄2回、オリックス3回、国鉄（現在のヤクルト）1回、日本ハム1回、広島1回。

#### 投手○冠
投手○冠という場合の項目はマスコミ等でも統一されていないため、最高勝率タイトルを含めて4冠と呼ぶことがある。さらに、元記録員としてたびたび個人記録に介入した宇佐美徹也は、この4冠に「球威を現すバロメーター」という理由で最多完封を加えて投手5冠王とすることで、打者の三冠王に「匹敵する五冠王と呼んだらどうだろう」と提唱した（ただし、なぜ完封が「球威を現すバロメーター」なのかに関する説明はない）。このように、投手5冠とは宇佐美が自説として創作した称号であるが、近年は宇佐美に合わせてこの5項目を投手5冠とする報道がある。
2023年シーズン終了時点で投手5冠王達成者は1937年春の沢村栄治（巨人）、1938年秋のスタルヒン（巨人）、1943年の藤本英雄（巨人）、1954年の杉下茂（中日）、1959年の杉浦忠（南海）、1981年の江川卓（巨人）、2006年の斉藤和巳（ソフトバンク）、2021年・2022年の山本由伸（オリックス）の8人（9回）。斉藤和巳以外は所属チームがいずれもリーグ優勝を果たしている。こちらはMVPとの親和性が高く、リーグ優勝を果たした7人のうちスタルヒン、藤本英雄を除く5人がMVPを受賞している（2006年の斉藤和巳もMVP投票において1位票を最も多く獲得していた）。

### その他
- 同シーズンに打者部門・投手部門の両方で三冠王の達成者が出たのは、1938年秋・1985年・2022年の3回である。
  - 1938年秋は、三冠王が投打両部門ともに東京巨人軍の選手であった為、三冠王同士の直接対決はしていない。
  - 1985年は、打者三冠王がランディ・バース（阪神）と落合博満（ロッテ）であり、投手三冠王は小松辰雄（中日）であったが、バースと小松はセ・リーグ在籍であったため両者はそのシーズン中に直接対決をしている[注釈 20]。ただし三冠王が決定するのはシーズン終了後なので、三冠王同士としての直接対決という形ではない。
  - 2022年は打者三冠王がセ・リーグの村上宗隆（ヤクルト）、投手三冠王がパ・リーグの山本由伸（オリックス）であり[注釈 21]、2022年10月22日の日本シリーズ第1戦において史上初の三冠王同士としての直接対決が実現した[注釈 22]。

## MLB
パンチョ伊東のエッセイによると、打点がリーグの記録として公表されるようになったのは1907年からであり、当時は打点の定義がリーグによって微妙に違いがあったため、それを統一して公式記録となったのは1920年からであるという。さらに当時の本塁打の多くは「ランニング本塁打」であったので、ほとんど注目されておらず、本塁打は三塁打の延長程度に考えられていた。従って、1910年代までの打撃の「三冠王」とは、打率・安打数・得点数の部門を制した選手を指していた。

### 打者部門
打撃6部門制覇は1909年にタイ・カッブが記録している。監督兼任での達成は1925年のロジャース・ホーンスビーが記録している。
年齢は達成年度の年齢。リーグのNLはナショナルリーグ、AAはアメリカン・アソシエーション、ALはアメリカンリーグ。不明は記録不明。（）はランニング本塁打の本数（判明している数のみ。走本0本の場合は未記載）、走本はランニング本塁打の意。守備位置は達成年に最も守ったポジション。外野手は右翼手など詳細が判明している場合は記載。盗塁の太字はリーグトップ。
| 年度   | 年齢 | 選手名                      | リーグ | 所属球団                         | 守備位置 | 打席 | 打率 | 本塁打(ランニング 本塁打) | 打点 | 盗塁 | 備考 |
| ------ | ---- | --------------------------- | ------ | -------------------------------- | -------- | ---- | ---- | ------------------------- | ---- | ---- | --- |
| 1878年 | 23歳 | ポール・ハインズ            | NL     | プロビデンス・グレイズ           | 外野     | 右   | .358 | 4(1)                      | 50   | －   | メジャーリーグ初の三冠王                                                                                     |
| 1887年 | 29歳 | ティップ・オニール          | AA     | セントルイス・ブラウンズ         | 外野     | 右   | .435 | 14(1)                     | 123  | 30   | 本塁打数に加え、安打数、二塁打数、三塁打数も1位                                                              |
| 1894年 | 27歳 | ヒュー・ダフィー            | NL     | ボストン・ビーンイーターズ       | 外野     | 右   | .440 | 18                        | 145  | 48   | MLB歴代最高打率記録                                                                                          |
| 1901年 | 26歳 | ナップ・ラジョイ            | AL     | フィラデルフィア・アスレチックス | 二塁     | 右   | .426 | 14(4)                     | 125  | 27   | 二塁手史上初の達成。近代野球初の三冠王、近代野球以降でのMLB歴代最高打率                                      |
| 1909年 | 22歳 | タイ・カッブ                | AL     | デトロイト・タイガース           | 外野     | 左   | .377 | 9(9)                      | 115  | 76   | 三冠に加え盗塁数・安打数・出塁率もMLB全体で1位、三冠王唯一の全てランニング本塁打。打撃三冠王の史上最年少記録 |
| 1922年 | 26歳 | ロジャース・ホーンスビー(1) | NL     | セントルイス・カージナルス       | 二塁     | 右   | .401 | 42(4)                     | 152  | 17   | 二人目の二塁手での達成                                                                                       |
| 1925年 | 29歳 | ロジャース・ホーンスビー(2) | NL     | セントルイス・カージナルス       | 二塁     | 右   | .403 | 39(1)                     | 143  | 5    | 史上初の二度目の三冠王。投手も含め唯一の監督兼任での達成。                                                   |
| 1933年 | 25歳 | ジミー・フォックス          | AL     | フィラデルフィア・アスレチックス | 一塁     | 右   | .356 | 48                        | 163  | 2    | 一塁手史上初の達成、初の両リーグから打撃三冠王誕生                                                           |
| 1933年 | 28歳 | チャック・クライン          | NL     | フィラデルフィア・フィリーズ     | 右翼     | 左   | .368 | 28(1)                     | 120  | 15   | 二人目の盗塁王経験者の達成                                                                                   |
| 1934年 | 31歳 | ルー・ゲーリッグ            | AL     | ニューヨーク・ヤンキース         | 一塁     | 左   | .363 | 49(1)                     | 165  | 9    | 二人目の一塁手での達成。三冠王の最多打点記録、最年長記録。最後のランニング本塁打を含む三冠王                 |
| 1937年 | 25歳 | ジョー・メドウィック        | NL     | セントルイス・カージナルス       | 左翼     | 右   | .374 | 31                        | 154  | 4    | 最後のNL打撃三冠王                                                                                           |
| 1942年 | 23歳 | テッド・ウィリアムズ(1)     | AL     | ボストン・レッドソックス         | 左翼     | 左   | .356 | 36                        | 137  | 3    | |
| 1947年 | 28歳 | テッド・ウィリアムズ(2)     | AL     | ボストン・レッドソックス         | 左翼     | 左   | .343 | 32                        | 114  | 0    | メジャー最多タイ記録の二度目の三冠王                                                                         |
| 1956年 | 24歳 | ミッキー・マントル          | AL     | ニューヨーク・ヤンキース         | 中堅     | 両   | .353 | 52                        | 130  | 10   | スイッチヒッター史上初の達成、現在でも史上唯一。三冠王の最多本塁打記録                                       |
| 1966年 | 30歳 | フランク・ロビンソン        | AL     | ボルチモア・オリオールズ         | 右翼     | 右   | .316 | 49                        | 122  | 8    | 黒人選手として史上初、現在でも史上唯一の三冠王                                                               |
| 1967年 | 27歳 | カール・ヤストレムスキー    | AL     | ボストン・レッドソックス         | 左翼     | 左   | .326 | 44                        | 121  | 10   | 20世紀最後の達成                                                                                             |
| 2012年 | 29歳 | ミゲル・カブレラ            | AL     | デトロイト・タイガース           | 三塁     | 右   | .330 | 44                        | 139  | 4    | 三塁手史上初の達成、メジャーリーグ45年ぶり                                                                   |

参考記録 フレッド・ダンラップ 打率.412 本塁打13 打点不明
1884年にユニオン・アソシエーションでの記録。安打数 (185)、得点 (160)、本塁打 (13)、打率 (.412)、出塁率 (.448)、長打率 (.621)はいずれもリーグトップ。ユニオン・アソシエーションにおける個人の打点数は現在も判明していないが、他の部門の成績から見て、この年のユニオン・アソシエーションの「三冠王」になっていたと思われる。

### 投手部門
投手5部門制覇は1884年にチャールズ・ラドボーン、1930年にレフティ・グローブが記録している。
両リーグからの達成はUA、AA、NLなどの3リーグ以上ある場合の2リーグから誕生も含む。セーブの太字はリーグトップ。
| 年度   | 年齢 | 選手名                        | リーグ | 所属球団                         | 投球 | 勝利 | 防御率 | 奪三振 | セーブ | 備考                                                                                       |
| ------ | ---- | ----------------------------- | ------ | -------------------------------- | ---- | ---- | ------ | ------ | ------ | ------------------------------------------------------------------------------------------ |
| 1877年 | 21歳 | トミー・ボンド                | NL     | ボストン・レッドキャップス       | 右   | 40   | 2.11   | 170    | 0      | 初の投手三冠王                                                                             |
| 1884年 | 28歳 | ガイ・ヘッカー                | AA     | ルイビル・カーネルズ             | 右   | 52   | 1.80   | 385    | 0      | 初の両リーグ（3リーグ時に2リーグ）から投手三冠王誕生、投手三冠王で唯一の首位打者獲得経験者 |
| 1884年 | 29歳 | チャールズ・ラドボーン        | NL     | プロビデンス・グレイズ           | 右   | 60   | 1.38   | 441    | 2      | 勝率、セーブ数も1位、投手三冠王、MLBの最多勝利記録、投手三冠王の最多奪三振記録             |
| 1888年 | 31歳 | ティム・キーフ                | NL     | ニューヨーク・ジャイアンツ       | 右   | 35   | 1.74   | 335    | 0      |                                                                                            |
| 1889年 | 27歳 | ジョン・クラークソン          | NL     | ボストン・ビーンイーターズ       | 右   | 49   | 2.73   | 284    | 1      |                                                                                            |
| 1894年 | 23歳 | エイモス・ルーシー            | NL     | ニューヨーク・ジャイアンツ       | 右   | 36   | 2.78   | 195    | 1      |                                                                                            |
| 1901年 | 34歳 | サイ・ヤング                  | AL     | ボストン・アメリカンズ           | 右   | 33   | 1.62   | 158    | 0      | 近代野球初の投手三冠王                                                                     |
| 1905年 | 24歳 | クリスティ・マシューソン(1)   | NL     | ニューヨーク・ジャイアンツ       | 右   | 31   | 1.28   | 206    | 3      | 両リーグから投手三冠王                                                                     |
| 1905年 | 28歳 | ルーブ・ワッデル              | AL     | フィラデルフィア・アスレチックス | 左   | 27   | 1.48   | 287    | 0      |                                                                                            |
| 1908年 | 27歳 | クリスティ・マシューソン(2)   | NL     | ニューヨーク・ジャイアンツ       | 右   | 37   | 1.43   | 259    | 5      | セーブ数も1位、初の二度目の投手三冠王                                                      |
| 1913年 | 25歳 | ウォルター・ジョンソン(1)     | AL     | ワシントン・セネタース           | 右   | 36   | 1.14   | 243    | 2      | 投手三冠王の最高防御率記録                                                                 |
| 1915年 | 28歳 | ピート・アレクサンダー(1)     | NL     | フィラデルフィア・フィリーズ     | 右   | 31   | 1.22   | 241    | 3      |                                                                                            |
| 1916年 | 29歳 | ピート・アレクサンダー(2)     | NL     | フィラデルフィア・フィリーズ     | 右   | 33   | 1.55   | 167    | 3      | 初の二年連続投手三冠王、完封数のMLB歴代最多タイ記録                                        |
| 1918年 | 30歳 | ヒッポ・ボーン                | NL     | シカゴ・カブス                   | 左   | 22   | 1.74   | 148    | 0      | 両リーグから投手三冠王                                                                     |
| 1918年 | 30歳 | ウォルター・ジョンソン(2)     | AL     | ワシントン・セネタース           | 右   | 23   | 1.27   | 162    | 3      |                                                                                            |
| 1920年 | 33歳 | ピート・アレクサンダー(3)     | NL     | フィラデルフィア・フィリーズ     | 右   | 27   | 1.91   | 173    | 5      | 最多記録の三度目の投手三冠王                                                               |
| 1924年 | 33歳 | ダジー・ヴァンス              | NL     | ブルックリン・ドジャース         | 右   | 28   | 2.16   | 262    | 0      | 両リーグから投手三冠王                                                                     |
| 1924年 | 36歳 | ウォルター・ジョンソン(3)     | AL     | ワシントン・セネタース           | 右   | 23   | 2.72   | 158    | 0      | 最多タイ記録の三度目の投手三冠王                                                           |
| 1930年 | 30歳 | レフティ・グローブ(1)         | AL     | フィラデルフィア・アスレチックス | 左   | 28   | 2.54   | 209    | 9      | 勝率、セーブ数もMLB全体で1位                                                               |
| 1931年 | 31歳 | レフティ・グローブ(2)         | AL     | フィラデルフィア・アスレチックス | 左   | 31   | 2.06   | 175    | 5      | 最長タイの二年連続投手三冠王                                                               |
| 1934年 | 25歳 | レフティ・ゴメス(1)           | AL     | ニューヨーク・ヤンキース         | 左   | 26   | 2.33   | 158    | 1      |                                                                                            |
| 1937年 | 28歳 | レフティ・ゴメス(2)           | AL     | ニューヨーク・ヤンキース         | 左   | 21   | 2.33   | 194    | 0      |                                                                                            |
| 1939年 | 30歳 | バッキー・ウォルターズ        | NL     | シンシナティ・レッズ             | 右   | 27   | 2.29   | 137    | 0      |                                                                                            |
| 1940年 | 21歳 | ボブ・フェラー                | AL     | クリーブランド・インディアンス   | 右   | 27   | 2.61   | 261    | 4      |                                                                                            |
| 1945年 | 24歳 | ハル・ニューハウザー          | AL     | デトロイト・タイガース           | 左   | 25   | 1.81   | 212    | 2      |                                                                                            |
| 1963年 | 27歳 | サンディー・コーファックス(1) | NL     | ロサンゼルス・ドジャース         | 左   | 25   | 1.88   | 306    | 0      |                                                                                            |
| 1965年 | 29歳 | サンディー・コーファックス(2) | NL     | ロサンゼルス・ドジャース         | 左   | 26   | 2.04   | 382    | 2      | セーブも記録した年での達成は2023年現在最後                                                 |
| 1966年 | 30歳 | サンディー・コーファックス(3) | NL     | ロサンゼルス・ドジャース         | 左   | 27   | 1.73   | 317    | 0      | 42年ぶりの最多タイの三度目の投手三冠王、35年ぶり最長タイの二年連続投手三冠王               |
| 1972年 | 27歳 | スティーブ・カールトン        | NL     | フィラデルフィア・フィリーズ     | 左   | 27   | 1.97   | 310    | 0      |                                                                                            |
| 1985年 | 20歳 | ドワイト・グッデン            | NL     | ニューヨーク・メッツ             | 右   | 24   | 1.53   | 268    | 0      | 投手三冠の最年少記録                                                                       |
| 1997年 | 34歳 | ロジャー・クレメンス(1)       | AL     | トロント・ブルージェイズ         | 右   | 21   | 2.05   | 292    | 0      |                                                                                            |
| 1998年 | 35歳 | ロジャー・クレメンス(2)       | AL     | トロント・ブルージェイズ         | 右   | 20   | 2.65   | 271    | 0      | 33年ぶりの二度目の投手三冠王、32年ぶり最長タイの二年連続投手三冠王                         |
| 1999年 | 27歳 | ペドロ・マルチネス            | AL     | ボストン・レッドソックス         | 右   | 23   | 2.07   | 313    | 0      |                                                                                            |
| 2002年 | 38歳 | ランディ・ジョンソン          | NL     | アリゾナ・ダイヤモンドバックス   | 左   | 24   | 2.32   | 334    | 0      | 投手三冠の最年長記録                                                                       |
| 2006年 | 27歳 | ヨハン・サンタナ              | AL     | ミネソタ・ツインズ               | 左   | 19   | 2.77   | 245    | 0      |                                                                                            |
| 2007年 | 26歳 | ジェイク・ピービー            | NL     | サンディエゴ・パドレス           | 右   | 19   | 2.54   | 240    | 0      |                                                                                            |
| 2011年 | 28歳 | ジャスティン・バーランダー    | AL     | デトロイト・タイガース           | 右   | 24   | 2.40   | 250    | 0      | 87年ぶりの両リーグから投手三冠王                                                           |
| 2011年 | 23歳 | クレイトン・カーショウ        | NL     | ロサンゼルス・ドジャース         | 左   | 21   | 2.28   | 248    | 0      |                                                                                            |
| 2020年 | 25歳 | シェーン・ビーバー            | AL     | クリーブランド・インディアンス   | 右   | 8    | 1.63   | 122    | 0      | レギュラーシーズン60試合、シーズン最高奪三振率記録                                         |
| 2024年 | 27歳 | タリック・スクーバル          | AL     | デトロイト・タイガース           | 左   | 18   | 2.39   | 228    | 0      | 13年ぶりの両リーグから投手三冠王                                                           |
| 2024年 | 35歳 | クリス・セール                | NL     | アトランタ・ブレーブス           | 左   | 18   | 2.38   | 225    | 0      |                                                                                            |

また、メジャーリーグベースボールの三冠王一覧も参照

## KBO

### 打者部門
| 年度   | 選手名    | 所属球団             | 打率 | 本塁打 | 打点 | 備考                            |
| ------ | --------- | -------------------- | ---- | ------ | ---- | ------------------------------- |
| 1984年 | 李萬洙    | 三星ライオンズ       | .340 | 23     | 80   |                                 |
| 2006年 | 李大浩(1) | ロッテ・ジャイアンツ | .336 | 26     | 88   |                                 |
| 2010年 | 李大浩(2) | ロッテ・ジャイアンツ | .364 | 44     | 133  | 最多記録となる2度目の打者三冠王 |

### 投手部門
| 年度   | 選手名             | 所属球団             | 勝利 | 防御率 | 奪三振 | 備考                            |
| ------ | ------------------ | -------------------- | ---- | ------ | ------ | ------------------------------- |
| 1986年 | 宣銅烈(1)          | ヘテ・タイガース     | 24   | 0.99   | 214    |                                 |
| 1989年 | 宣銅烈(2)          | ヘテ・タイガース     | 21   | 1.17   | 198    |                                 |
| 1990年 | 宣銅烈(3)          | ヘテ・タイガース     | 22   | 1.13   | 189    |                                 |
| 1991年 | 宣銅烈(4)          | ヘテ・タイガース     | 19   | 1.55   | 210    | 最多記録となる4度目の投手三冠王 |
| 2006年 | 柳賢振             | ハンファ・イーグルス | 18   | 2.23   | 204    | 新人王とMVPを同時受賞           |
| 2011年 | 尹錫珉             | 起亜タイガース       | 17   | 2.45   | 178    |                                 |
| 2023年 | エリック・フェッド | NCダイノス           | 20   | 2.00   | 209    |                                 |

## CPBL

### 打者部門
| 年度   | 選手名                   | 所属球団         | 打率 | 本塁打 | 打点 | 備考 |
| ------ | ------------------------ | ---------------- | ---- | ------ | ---- | ---- |
| 1998年 | ジェイ・カークパトリック | 興農ブルズ       | .387 | 31     | 101  |      |
| 2017年 | 王柏融                   | Lamigoモンキーズ | .407 | 31     | 101  |      |

林立は2022年に首位打者、打点王のタイトルを獲得、また本塁打数もリーグトップタイであったが、規定により本塁打王とは認められず、三冠王は惜しくも逃している。

### 投手部門
| 年度   | 選手名              | 所属球団           | 勝利 | 防御率 | 奪三振 | 備考 |
| ------ | ------------------- | ------------------ | ---- | ------ | ------ | ---- |
| 2002年 | 宋肇基              | 中信ホエールズ     | 16   | 2.13   | 183    |      |
| 2006年 | 林恩宇              | 誠泰コブラズ       | 17   | 1.73   | 209    |      |
| 2015年 | マイク・ローリー(1) | 義大ライノズ       | 16   | 3.26   | 144    |      |
| 2017年 | マイク・ローリー(2) | 富邦ガーディアンズ | 16   | 2.18   | 154    |      |
| 2020年 | ホセ・デポーラ      | 中信兄弟           | 16   | 3.20   | 192    |      |